# 량친
량친(중국어: 梁琴, 병음: Liáng Qín, 한자음: 양금, 1972년 7월 28일~)은 중화인민공화국의 펜싱 선수로 주 종목은 에페이다. 2000년 하계 올림픽 여자 에페 단체전 동메달을 획득했고 세계 선수권 대회에서 은메달 1개를 획득했다.